# Cailutz
Cailutz (en francès Caylus) és un municipi francès situat al departament de Tarn i Garona i a la regió d'Occitània.

## Demografia
| 1962                                       | 1968  | 1975  | 1982  | 1990  | 1999  | 2007  |
| ------------------------------------------ | ----- | ----- | ----- | ----- | ----- | ----- |
| 1.654                                      | 1.658 | 1.364 | 1.409 | 1.308 | 1.324 | 1.536 |
| Des de 1962: població sense dobles comptes |       |       |       |       |       |       |

## Administració
| Període   | Identitat        | Partit |
| --------- | ---------------- | ------ |
| 1965-1971 | Robert Lafon     |        |
| 1971-1972 | Roland Delort    |        |
| 1972-1983 | Robert Lafon     |        |
| 1983-1989 | Paul Raynal      |        |
| 1989-2001 | José Cabanes     |        |
| 2001-     | Christian Maffre |        |